# Tialidia gigantea
Tialidia gigantea är en insektsart som beskrevs av Nielson 1991. Tialidia gigantea ingår i släktet Tialidia och familjen dvärgstritar. Inga underarter finns listade i Catalogue of Life.